# Astragalus calycosus
Astragalus calycosus är en ärtväxtart som beskrevs av Sereno Watson. Astragalus calycosus ingår i släktet vedlar, och familjen ärtväxter.

## Underarter
Arten delas in i följande underarter:
- A. c. calycosus
- A. c. mancus
- A. c. monophyllidius
- A. c. scaposus

## Bildgalleri

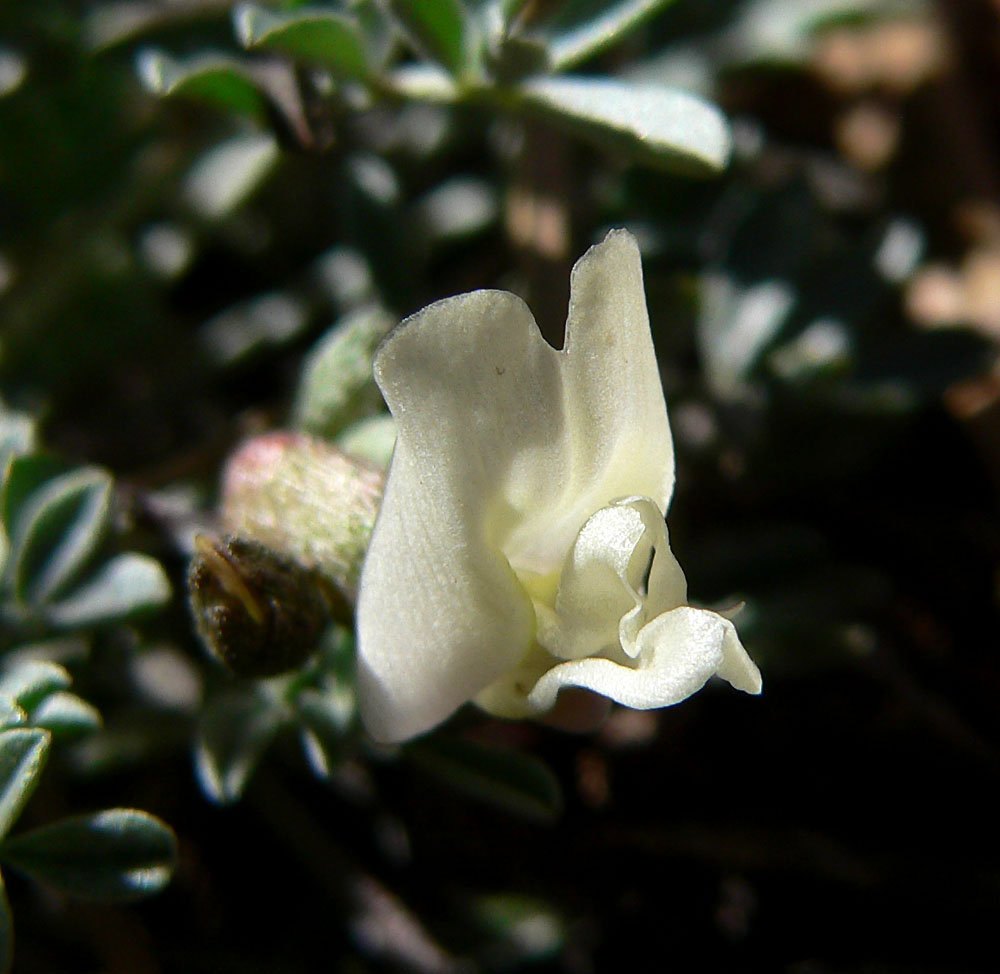
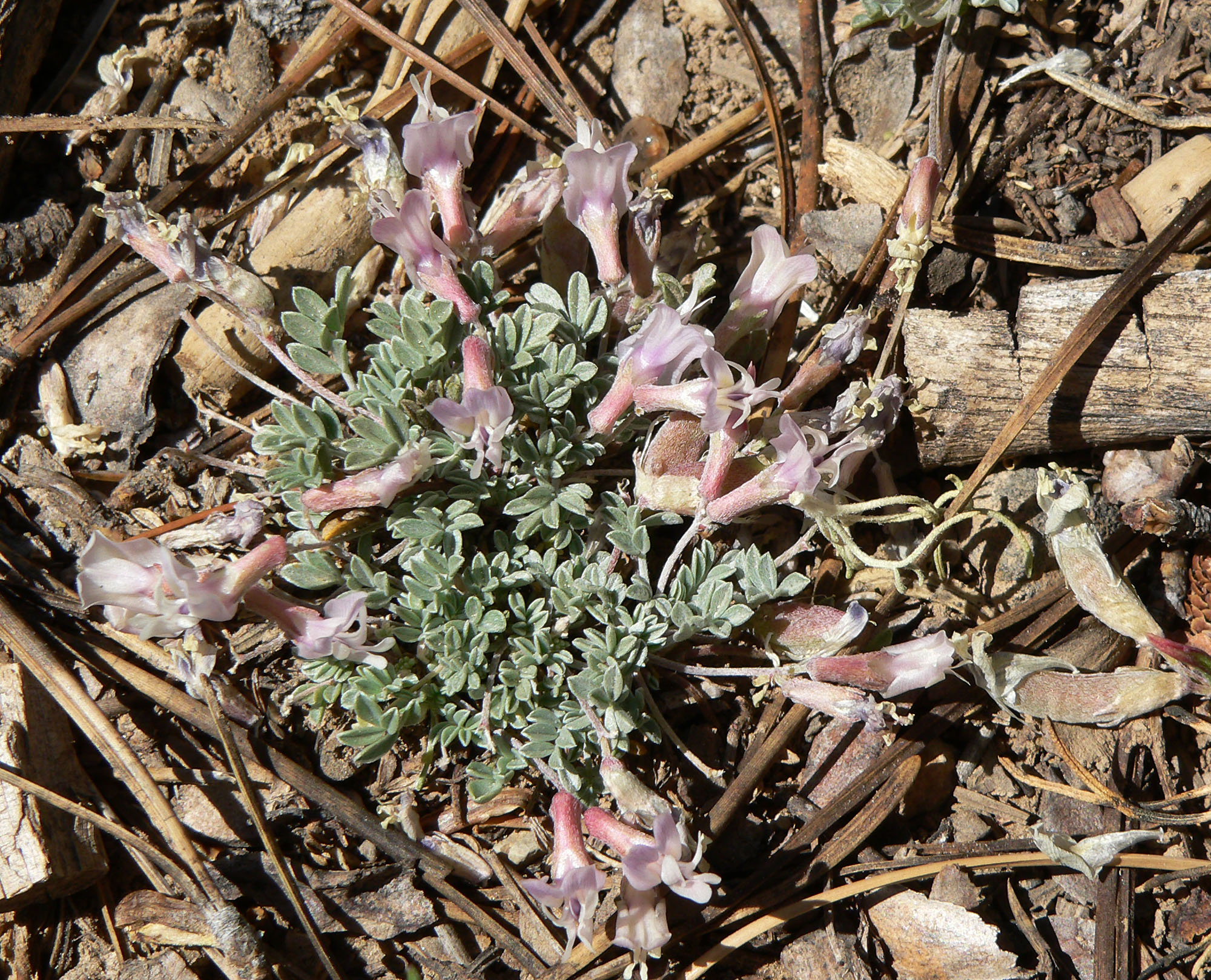
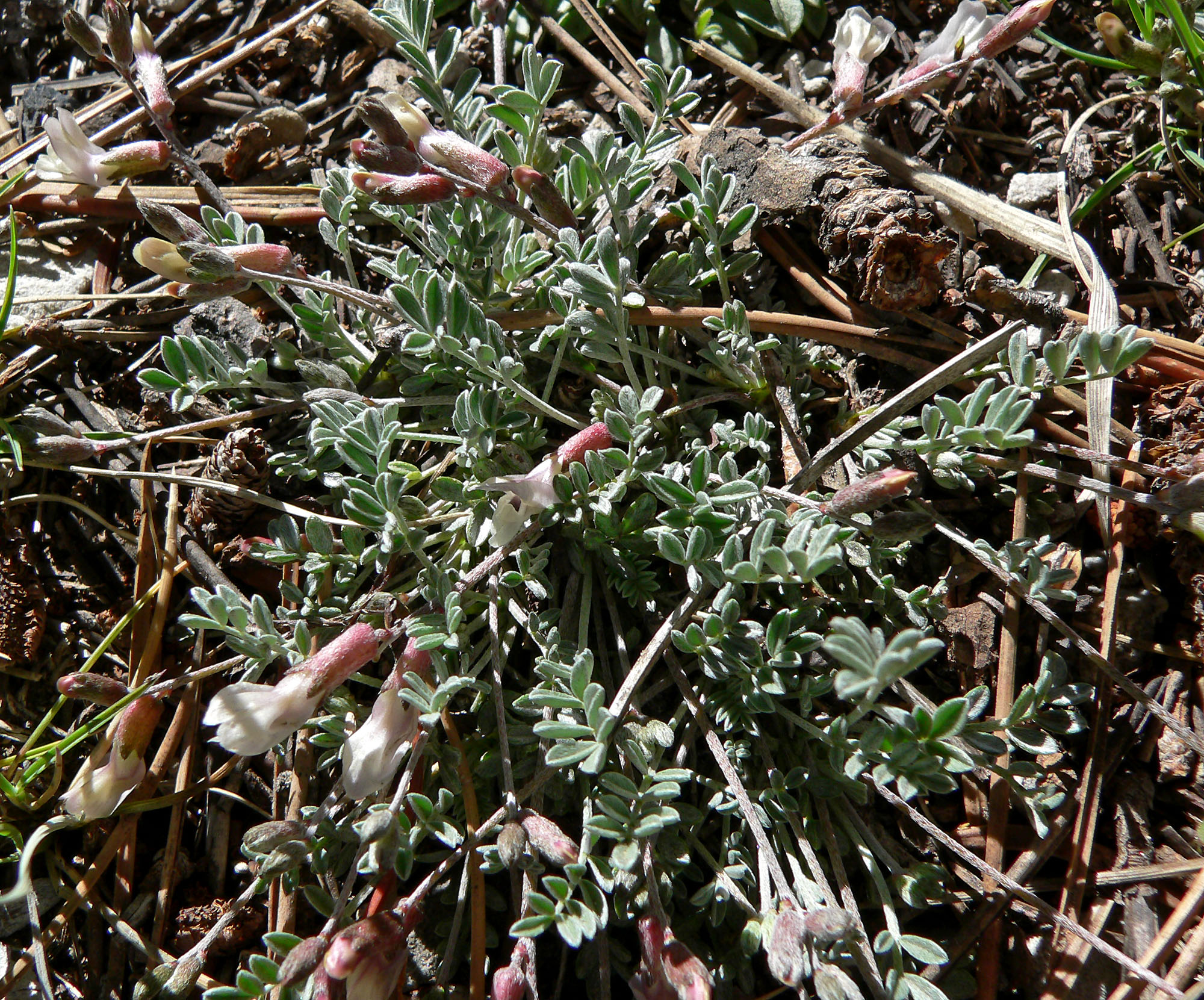
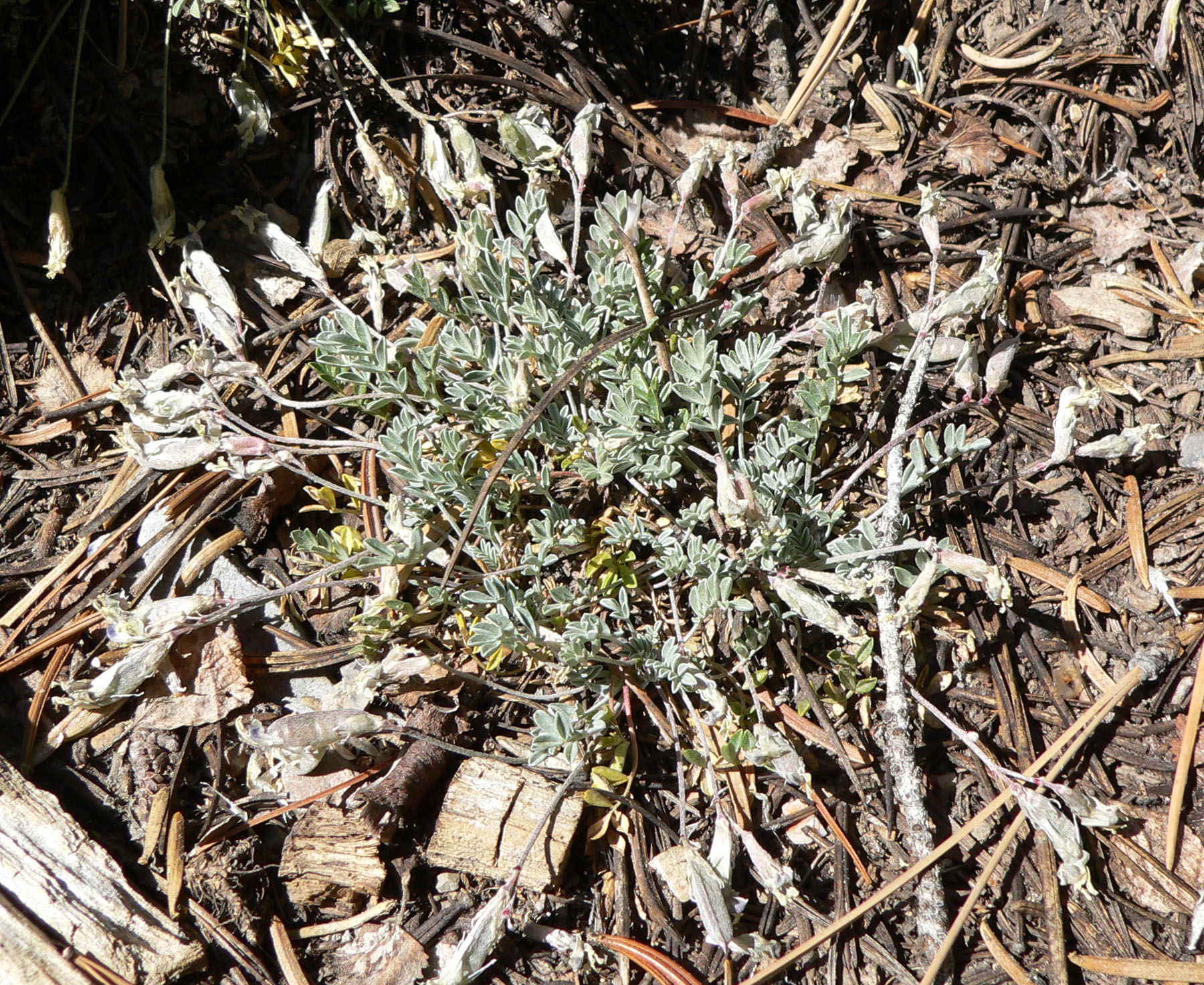
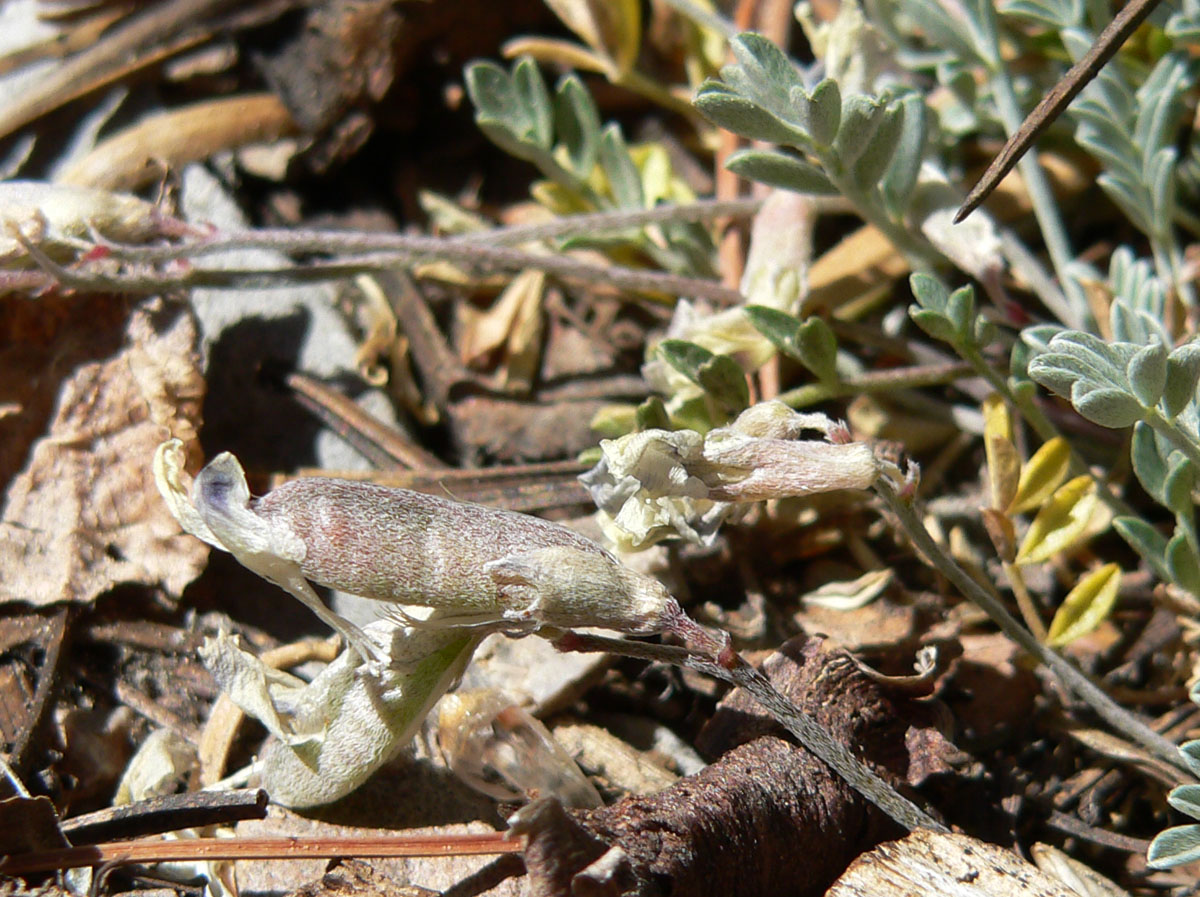
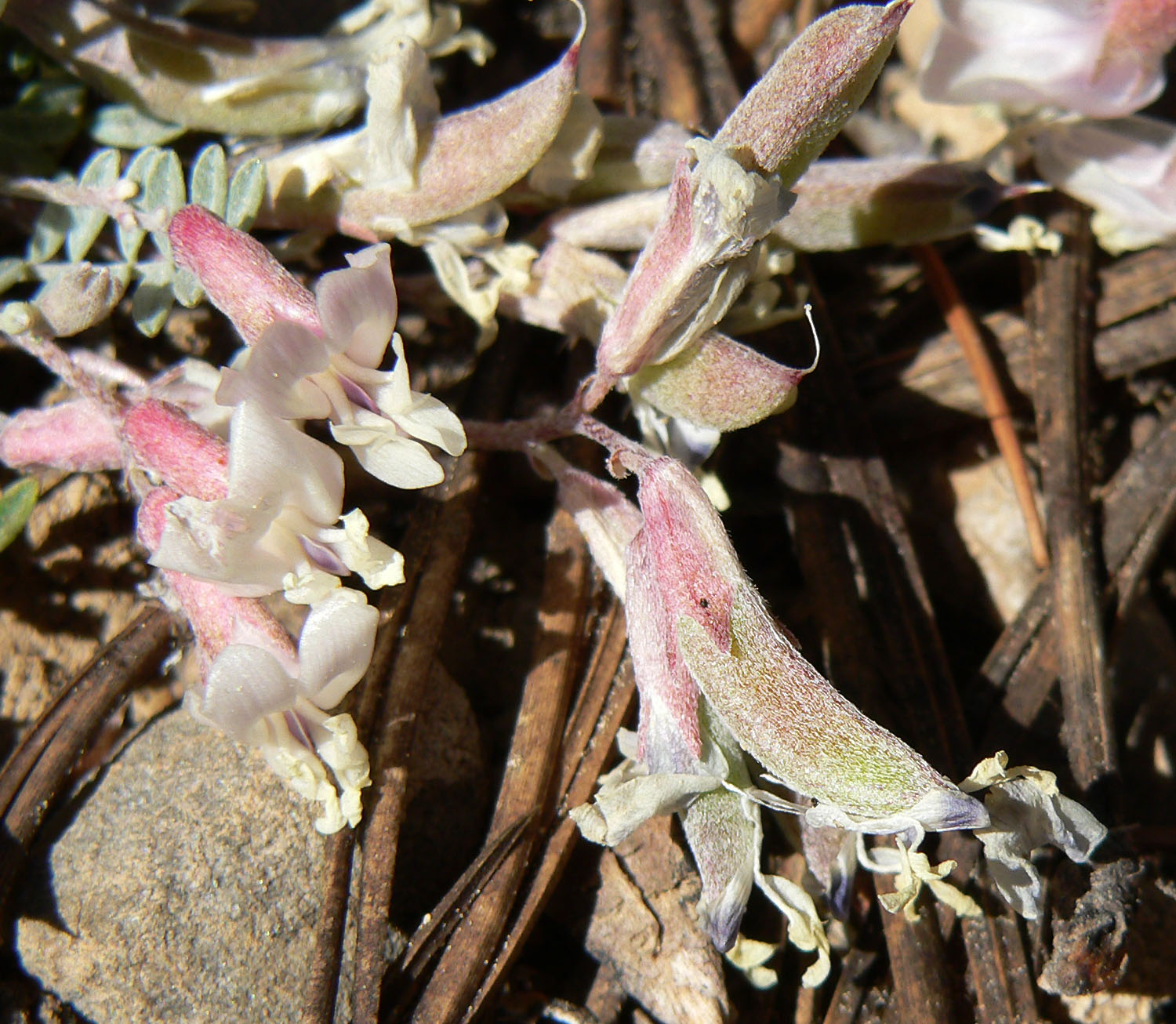